# Sendeplatz
Sendeplatz (oder „Sendezeit“) ist bei Hörfunk und Fernsehen das Datum und der Zeitpunkt, an dem eine bestimmte regelmäßig ausgestrahlte Sendung oder Fernsehserie gesendet wird oder an dem Sendungen ausgestrahlt werden, die inhaltlich miteinander vergleichbar sind.

## Allgemeines
Die bewusste Festlegung von Sendeplätzen (englisch „slots“) ist sowohl für das Radio- und Fernsehpublikum als auch für die Programmanbieter von Bedeutung. Dem Publikum bieten sie Orientierung, da es sich darauf verlassen kann, an einem bestimmten Wochentag zu einer bestimmten Uhrzeit vergleichbare Sendungen konsumieren (oder auch bewusst vermeiden) zu können. So ist die Orientierung etwa an Programmhinweisen oder Programmzeitschriften nicht unbedingt erforderlich.
Die Festlegung von Sendeplätzen ist Bestandteil der Programmkonzepte („Programmierung“) der Sender. Sie beruht auf Erkenntnissen über die etablierten Hör- und Sehgewohnheiten und die hieraus resultierende Radio- und Fernsehnutzung des Publikums, kann diese aber auch gezielt beeinflussen. Den Medienanbietern gibt sie die Möglichkeit, ein bestimmtes Image zu pflegen und Zuschauer bzw. Hörer langfristig an sich zu binden. Darüber hinaus kann ein attraktives Umfeld für Werbekunden geschaffen werden. Dabei werden die unterschiedlichen soziodemografischen Zielgruppen (Alter, Familienstand, Bildung) berücksichtigt. Seifenopern etwa wurden früher in den USA am Morgen gezeigt, da ihre Hauptzielgruppe Hausfrauen waren, denen zielgerichtet Produktwerbung etwa für Seife oder Waschmittel gezeigt werden konnte.
Als wichtigste Zielgruppe (die sogenannte werberelevante Zielgruppe) gelten heute in den westlichen Ländern die 14- bis 49-Jährigen. An ihren Bedürfnissen wird vor allem die Programmierung der Hauptsendezeit („prime time“) ausgerichtet. Eine hingegen „spitze“ Zielgruppe sind ausgesprochene Fans oder Experten einer Serie, größeres Publikumspotenzial besteht hier nicht.

## Kategorien
Die Fernsehsender kategorisieren die Sendeplätze nach ihrer Bedeutung im Hinblick auf die mögliche Zahl der Zuschauer.
| Sendeplatz     | Sendezeit                    |
| -------------- | ---------------------------- |
| Sendeplatz I   | zwischen 20.00 und 22.00 Uhr |
| Sendeplatz II  | zwischen 22.00 und 24.00 Uhr |
| Sendeplatz III | zwischen 12.00 und 16:00 Uhr |
| Sendeplatz IV  | zwischen 16.00 und 20.00 Uhr |
| Sendeplatz V   | zwischen 10.00 und 12.00 Uhr |

Sendeplatz I belegt die Zeit zwischen 20.00 und 22.00 Uhr und ist die Hauptsendezeit („prime time“), alle übrigen Sendeplätze weisen weniger Zuschauer auf. In Deutschland haben die öffentlichen Rundfunkanstalten nicht immer an allen Sendeplätzen ausgestrahlt. Im Radio gab es bis Juli 1959 eine nächtliche Versorgungslücke (Nachtprogramm (ARD-Hörfunk)). Frühstücksfernsehen wurde in Deutschland erst durch das Privatfernsehen im Oktober 1987 eingeführt, die öffentlich-rechtlichen zogen erst im Juli 1992 nach. In den USA unterscheidet man „prime time“ (20–22 Uhr), „late prime time“ (22–23 Uhr) und „late night“ (23 Uhr bis in die frühen Morgenstunden). Der Begriff „late night“ stammt aus den USA und hat sich mittlerweile auch in Deutschland für den Sendeplatz II eingebürgert.

## Zuordnung zu Sendeplätzen
Sendeplatzbeschreibungen definieren für jeden Sendeplatz die geplanten Inhalte und die damit verfolgten Programmziele. Die Positionierung an einem bestimmten Sendeplatz ist insbesondere für die privaten Fernsehsender von Bedeutung, weil ihre Fernsehwerbung während der „prime time“ auf das größte Zuschaueraufkommen trifft und hier die höchsten Werbeeinnahmen zu erwarten sind. Deshalb sind die auf einem Sendeplatz erzielbaren Erlöse bei den privaten Stationen für die Programmplanung von Bedeutung. Die öffentlich-rechtlichen Rundfunkanstalten hingegen müssen medienrechtlich während der Hauptsendezeit auf Werbung verzichten.
Der Einkauf von Filmrechten richtet sich nach den erwarteten Werbeeinnahmen innerhalb eines geplanten Sendeplatzes. Ein gekaufter Film fällt demnach durch, wenn er auf einem Sendeplatz einen geringeren als den durchschnittlichen Sendermarktanteil erzielt. Mithin wird kein Fernsehsender bewusst einen Film an einem Sendeplatz zeigen, der deutlich unter dem für den vorgesehenen Sendeplatz typischen Zuschauerschnitt und Werbeerlös liegen würde. Der Marktanteil ist der Anteil der auf einen Sender entfallenden Sehdauer an der gesamten Sehdauer aller Sender in einem bestimmten Zeitintervall. Er definiert die Akzeptanz des Programms im Verhältnis zu den Programmen anderer Sender. Die Messung des Marktanteils ermöglicht eine Einbeziehung des Rezipientenpotenzials eines Sendeplatzes. Nutzungsschwache Sendeplätze sind eher prädestiniert für Spezialsendungen von geringem Interesse.
Interessant war die propagandistische Ausrichtung des DDR-Fernsehens auf den westdeutschen Zuschauer. Das Telestudio West sendete samstagnachmittags an einem Sendeplatz, wo das Westfernsehen Kinderfernsehen ausstrahlte. Der schwarze Kanal aus Ost-Berlin wurde montags zur „prime time“ gesendet, wo das ZDF bevorzugt Filme dagegenstellte.

## Gewohnheitseffekt
Ziel des Programmkonzepts eines Radio- oder Fernsehsenders ist die Platzierung jeder Fernsehproduktion und jeder Fernsehserie auf dem jeweils optimalen Sendeplatz. Ein Sendeformat ist in der Regel – neben inhaltlichen und formalen Übereinstimmungen – auch durch einen gleichbleibenden Sendeplatz im Programm gekennzeichnet. Es wird so geplant, dass etwa auf der Hälfte aller Spielfilm-Sendeplätze eines Jahres Erstausstrahlungen einkalkuliert werden, auf den restlichen Slots aber die Wiederholungen bereits gezeigter Filme laufen soll. Wiederholungen sind notwendig, um die Lizenz ökonomisch auszunutzen, da Filme meist mit mehrfachen Ausstrahlungsrechten erworben werden. Für Fernsehserien gilt, einen Sendeplatz zu finden, der langfristig sowohl für das Format als auch für die Programmstruktur optimal ist. Der feste Sendeplatz führt beim Publikum zu einem Gewohnheitseffekt. Ein Serienformat muss Teil der Routine werden, wenn es sich behaupten will. Andererseits sind programmliche Sonderereignisse (Sportübertragungen, royale Hochzeiten, Breaking News) mit besonderem Publikumsinteresse verbunden, so dass die Auswahl des Sendeplatzes meist nicht möglich ist und für das Publikum ohne Bedeutung ist.